# خورشید (قفقاز)
خورشید (به ترکی آذربایجانی: Xurşud) یک روستا در جمهوری آذربایجان است که در شهرستان سالیان واقع شده‌است. خورشید ۷۰۸ نفر جمعیت دارد.
نام این روستا از فردی به نام خورشید گرفته شده است. اهالی خورشید بیشتر از ایرانیانی هستند که برای کار در کنسروسازی ماهی به این ناحیه آمده بودند.